# Національний рух за визволення Азаваду

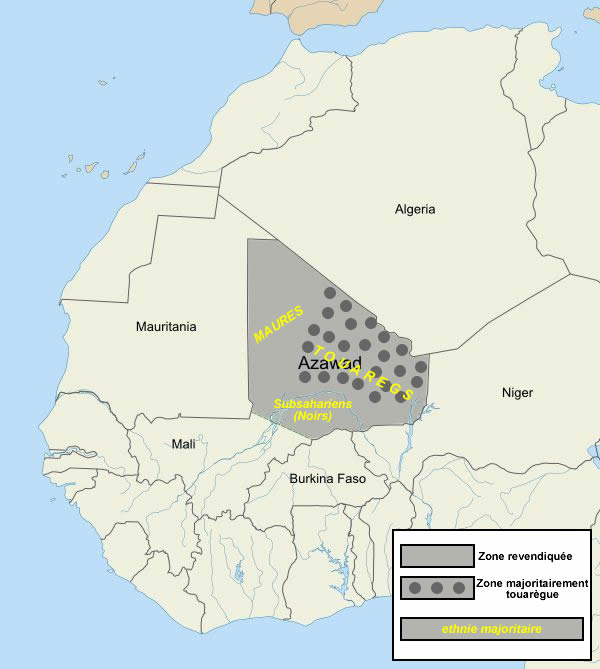
Розташування Азаваду

Націона́льний рух за ви́зволення Азава́ду (фр. Mouvement National pour la Libération de l'Azawad, англ. National Movement for the Liberation of Azawad, араб. الحركة الوطنية لتحرير أزواد MNLA) — військово-політична організація малійських туарегів заснована у жовтні 2011 року, з метою вибороти незалежність Азаваду.
Малійські туареги були покликані як найманці на службу у Муаммара Каддафі під час громадянської війни в Лівії, 2011. У результаті повалення лівійського диктатора місцеві повстанці, озброєні і демобілізовані повернулися до Азаваду. У жовтні 2011, створено Національно-визвольний рух за визволення Азаваду і в січні 2012, розпочали боротьбу за незалежність регіону, заявивши, що він «буде продовжувати боротьбу доти, доки Бамако не визнає незалежність Азаваду».
Голова угруповання — Ібрагім Аг Баганга, речник — Муса Аг Аттагер.
Туареги були звинувачені урядом Малі у співпраці із Аль-Каїдою. MNLA боролися пліч-о-пліч з ісламськими фундаменталістами з угруповань Ансар Дайн і Рух за єдність і джихад в Західній Африці (MOJWA), які в жовтні 2011 року порвали з Аль-Каїдою в країнах ісламського Магриба (AQIM).
Під час наступу туарегів в Малі відбувся військовий заколот і державний переворот. Туареги, в цей час захопили найбільші міста Азаваду: Кідаль, Гао і Тімбукту. 6 квітня 2012 туареги оголосили про припинення бойових дій і проголосили незалежність Азаваду, зазначивши непорушність кордонів сусідніх країн.
Угода між MNLA і Ансар Дайн не набрала чинності, напруженість у відносинах між двома фракціями збільшувались, досягаючи кульмінації в битві за Гао, в якому MNLA втратила контроль над містами північної частини Малі на користь Ансар Дайн і Рух за єдність і джихад в Західній Африці.